# Viqar ul-Umara

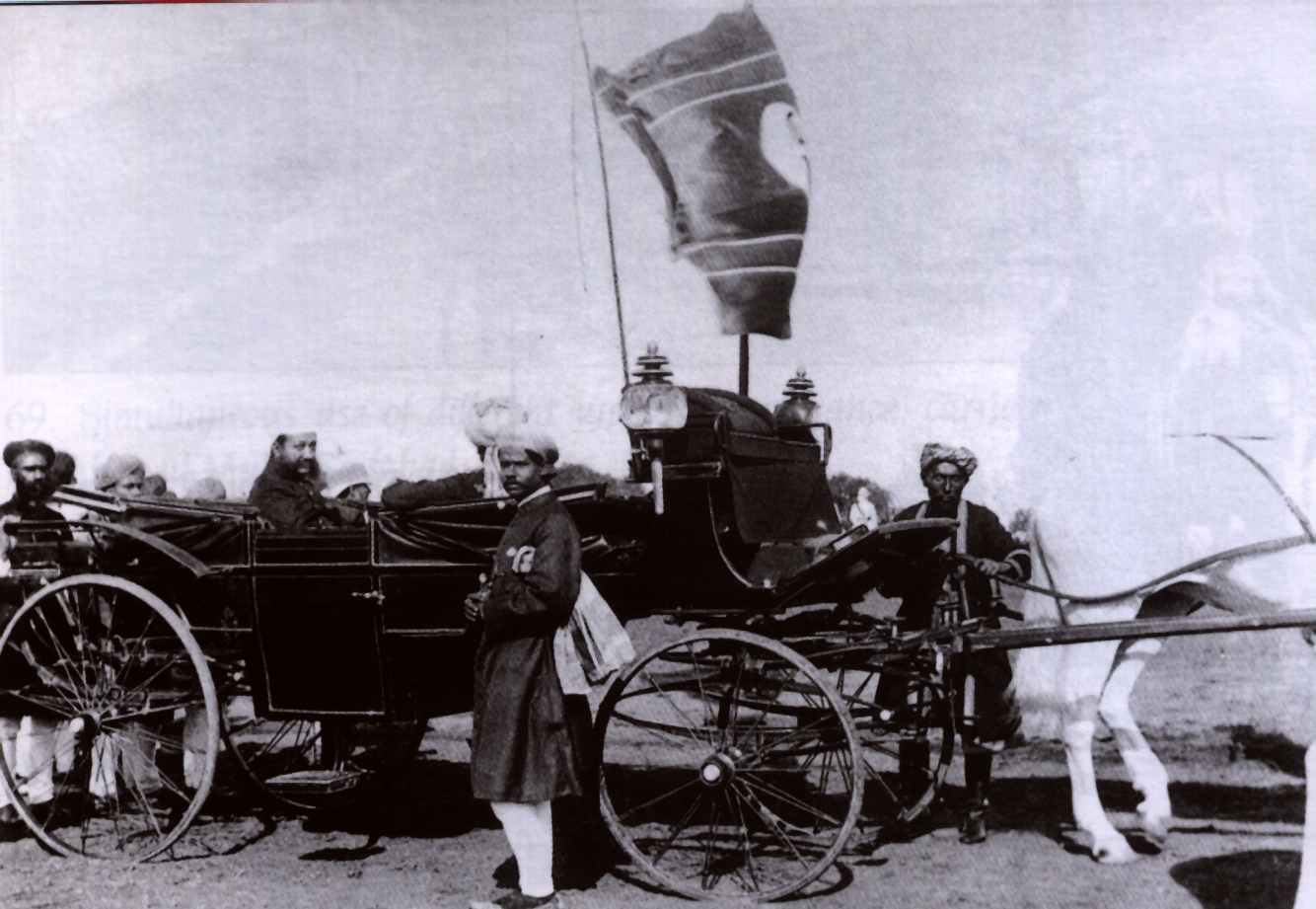
Viqar ul-Umara in offener Kutsche

Nawab Iqbal ud-Daula Viqar ul-Umara Bahadur  (* 13. August 1856 in Hyderabad; † 15. Februar 1902), war Adeliger des indischen Fürstenstaats Hyderabad. Zu Zeiten Asaf Jah VI. Mitglied des Kronrats und 1893 bis 1901 Diwan.

## Lebensweg

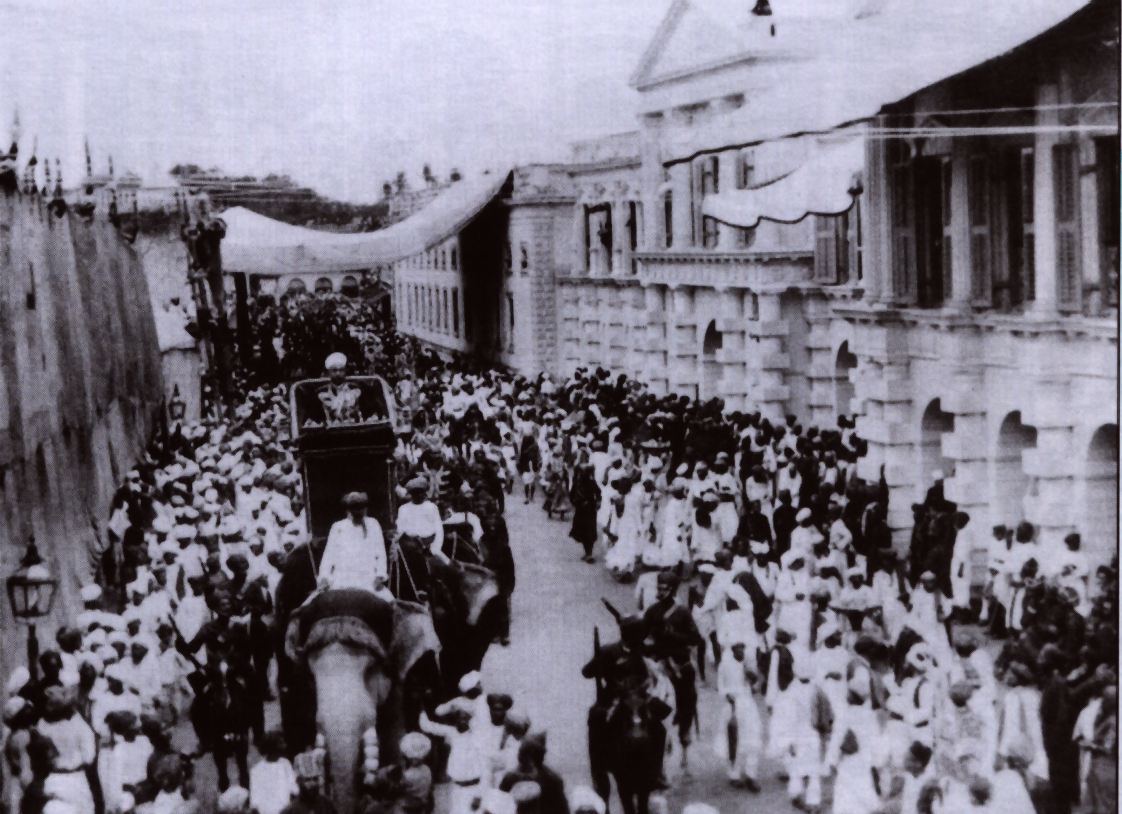
Viqar ul-Umara auf Elefanten (Muharram-Umzug, 1900)

Viqar ul-Umara (II.) war der Sohn von Rafid ud-Din († 1877; = Fazal ud-Din. Mitregent für den minderjährigen Nizam ab 1869) aus der jüngeren Linie der Söhne des Shams ul-Umara (Diwan 1848/49; = Amir-i-Kabir I.). Der Klan war, nach dem Herrscher, der zweitgrößte Grundbesitzer (als Paigah zur Heerfolge verpflichtet) des Landes. Traditionell stellte die Familie den Oberkommandierenden der Truppen des Fürstentums. Seine Brüder Khurshid Jah und der Cousin Asman Jah hielten in den 1890ern ebenfalls höchste Staatsämter. Er war, wie sein Vetter Asman Jah – mit dem er zerstritten war – mit einer Tochter von Asaf Jah V., Jahandar un-Nissa Begum, verheiratet. Er hatte zwei Söhne, der ältere Mukhtar ud-Din Khan Sultan ul-Mulk, hielt später ebenfalls Ministerämter.

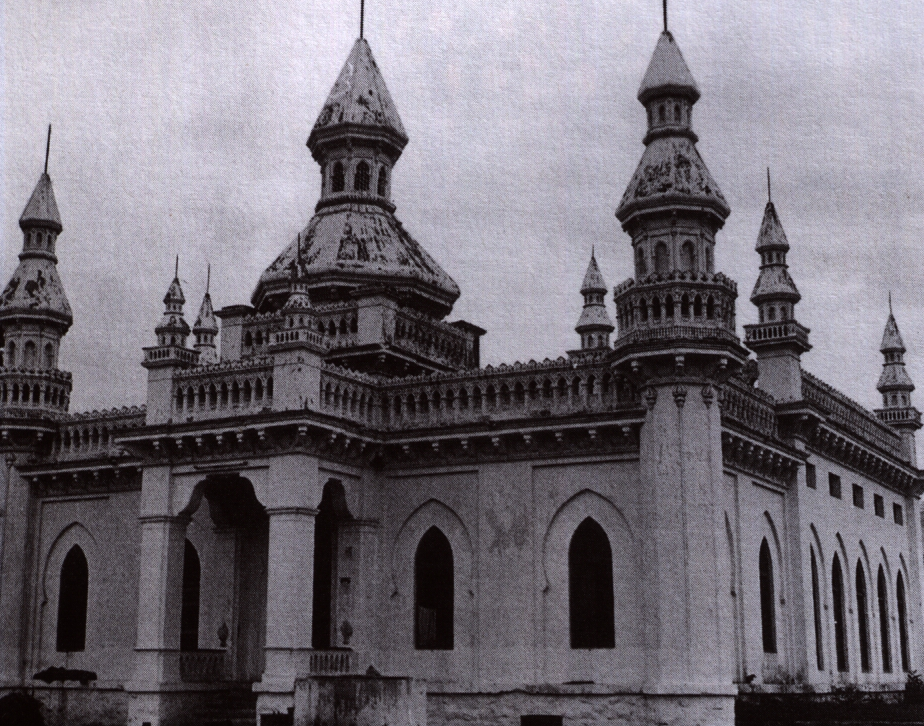
Moschee (erb. 1906) im Palast von Begumpet

Nach dem Rücktritt seines Vorgängers wurde er zunächst zur Probe als Diwan eingesetzt. Er blieb dann bis 1901 im Amt. Ihm lag die Umsetzung der minimalen demokratischen Reformen, die 1893 ein ernanntes Legislative Council mit beratender Funktion, dessen Vorsitzender er ex officio war, geschaffen hatte. Während seiner Amtszeit war er ein konstanter Begleiter des Herrschers.

### Repräsentation
Er ließ den prächtig aber geschmackvoll gestalteten Falaknuma Palast 1884 bis 1893 auf 1,2 km² erbauen. Asaf Jah VI. erwarb das auf einer Anhöhe außerhalb der Hauptstadt gelegene Gebäude 1895, um es zunächst als Gästehaus zu nutzen. Danach ließ Viqar südlich des alten Familienpalastes im selben Stil anbauen. Ein weiterer Komplex entstand für Viqar ul-Umara im Vorort Begumpet (Richtung Secunderabad). Dort wurde 1906 noch eine Moschee nach einem spanischen Vorbild im sarazenischen Stil errichtet.
Für hochrangige Besucher organisierte er häufig den „Sport“ einer Tigerjagd.
Von britischer Seite wurde er zum Knight Commander des Order of the Indian Empire geschlagen und erhielt 1900 die Kaisar-i-Hind Medal.